# Adolf Fredrik Nordwall
Adolf Fredrik Nordwall, född 1806, död 1874, var en svensk handlande, riksdagsledamot och politiker.

## Biografi
Adolf Fredrik Nordwall föddes 1806. Han var son till sämskmakareåldermannen Otto Leonard Nordwall (1755–1815) och Margareta Charlotta Norrbom i Linköping. Nordwall arbetade som handlande och rådman i Linköping. Han var donator och stiftade stipendium. Nordwall avled 1874.
Nordwall var riksdagsledamot för borgarståndet i Linköping vid riksdagen 1840–1841, riksdagen 1844–1845, riksdagen 1850–1851, riksdagen 1853–1854 och riksdagen 1856–1858. Han var liberal.
Nordwall gifte sig första gången 1835 med Anna Olivia Göhle och andra gången 1848 med Clara Maria Fallenius. Han är begravd på Gamla griftegården, Linköping.